# Varzay
Varzay település Franciaországban, Charente-Maritime megyében. Lakosainak száma 847 fő (2022. január 1.). Varzay Luchat, Pessines, Pisany, Rétaud és Thézac községekkel határos.

## Népesség
A település népessége az elmúlt években az alábbi módon változott:
| Lakosok száma | 468  | 592  | 634  | 732  | 804  | 804  | 816  | 833  | 841  | 847  |
|               | 1968 | 1982 | 1990 | 2006 | 2013 | 2015 | 2017 | 2019 | 2020 | 2022 |